# Oum El Assel
Oum el Assel (en arabe : أم العسل), nommée Reguibat jusqu'en 1980, est une commune de la wilaya de Tindouf en Algérie, située à 210 km au nord-est de Tindouf et 1 300 km au sud-ouest d'Alger.
En 2008, sa population est de 3 183 habitants.

## Géographie

### Situation
La commune d'Oum el Assel est située à l’extrême pointe sud-ouest de l’Algérie, à la limite avec le Maroc (au nord) et la Mauritanie (au sud). Son territoire est délimité :
- au nord, par la frontière marocaine ;
- au nord-est et à l'est, par la commune de Tabelbala ;
- au sud-est, par les communes de Sali, Zaouiet Kounta et Tamest ;
- au sud et à l'ouest, par la commune de Tindouf.

| Maroc   | Maroc        | Tabelbala (Béchar)                                 |
| Tindouf | Oum el Assel | Tabelbala (Béchar)                                 |
| Tindouf | Tindouf      | Sali (Adrar) Zaouiet Kounta (Adrar) Tamest (Adrar) |

### Relief et géologie
La ville d'Oum el Assel est située à l’extrême ouest de la région désertique de la Saoura, au sud de la hamada du Drâa.

### Climat
Oum el Assel a un climat désertique chaud (Classification de Köppen BWh) typique de la zone saharienne hyper-aride, c'est-à-dire du cœur du Sahara, avec des étés très longs et extrêmement chauds et des hivers courts et modérément chauds. Le climat y est largement hyper-aride et extrêmement sec toute l'année puisque les précipitations annuelles moyennes sont environ de 27 mm. La sécheresse y est encore plus accentuée durant l'été où l'on enregistre 0 mm de précipitations entre mai et juillet. À des occasions exceptionnelles, des orages violents peuvent se produire à cause de masses d'air plus frais venant du nord qui rencontre les masses d'air brûlant venues directement du désert surchauffé pendant la journée. En été, la chaleur est extrême et prend un caractère persistant : les températures moyennes maximales sont supérieures à 45 °C en juillet (le mois le plus chaud) mais tournent plutôt autour de 50 °C entre juin et septembre. Les températures sont très agréables et élevées en hiver mais seulement la journée car dans les étendues désertiques, il n'y a rien pour retenir la chaleur et températures minimales moyennes avoisinent 5 °C. Le ciel est dégagé et clair toute l'année et les journées couvertes restent très rares, si existantes. La température moyenne journalière annuelle avoisine 25 °C à Oum el Assel.
| Mois                              | jan. | fév. | mars | avril | mai  | juin | jui. | août | sep. | oct. | nov. | déc. | année |
| --------------------------------- | ---- | ---- | ---- | ----- | ---- | ---- | ---- | ---- | ---- | ---- | ---- | ---- | ----- |
| Température minimale moyenne (°C) | 6,2  | 9,9  | 13,4 | 16,6  | 21,7 | 26,8 | 28,1 | 27,5 | 24,3 | 18,8 | 12,2 | 6,8  | 17,69 |
| Température moyenne (°C)          | 14   | 17,7 | 20,9 | 24,4  | 29,7 | 34,9 | 36,8 | 36,1 | 32,5 | 26,8 | 19,1 | 14,3 | 25,59 |
| Température maximale moyenne (°C) | 21,7 | 25,6 | 28,3 | 32,2  | 37,7 | 42,9 | 45,5 | 44,6 | 40,8 | 34,7 | 26,1 | 21,8 | 33,49 |
| Précipitations (mm)               | 3    | 5    | 2    | 1     | 0    | 0    | 0    | 1    | 6    | 2    | 3    | 4    | 27    |

### Transports
Une route quasi rectiligne d’une longueur de 800 km relie Oum el Assel à Béchar située au nord-est.

### Lieux-dits, écarts et quartiers
La commune d'Oum el Assel est composée des localités suivantes : Oum el Assel (chef-lieu éponyme de la commune), Tinfouchy, Hassi Mounir, Hassi Khébi, Bou Bernous, Bouagba et Fort Lotfi.

## Démographie
En 2004, sa population est de 4 149 habitants[réf. nécessaire].
| Année              | Population |
| ------------------ | ---------- |
| 1977 (recensement) |            |
| 1987 (recensement) |            |
| 2002 (estimation)  | 1 794      |
| 2004               | 4 149      |
| 2010 (estimation)  |            |

### Pyramide des âges
| Hommes | Classe d’âge | Femmes |
| ------ | ------------ | ------ |
| 0,25   | 85 ans et +  | 0,13   |
| 0,25   | 80 à 84 ans  | 0,09   |
| 0,57   | 75 à 79 ans  | 0,38   |
| 0,69   | 70 à 74 ans  | 0,35   |
| 0,97   | 65 à 69 ans  | 0,75   |
| 0,75   | 60 à 64 ans  | 0,66   |
| 1,10   | 55 à 59 ans  | 1,32   |
| 1,54   | 50 à 54 ans  | 1,29   |
| 2,36   | 45 à 49 ans  | 1,35   |
| 3,27   | 40 à 44 ans  | 2,92   |
| 3,64   | 35 à 39 ans  | 2,73   |
| 3,77   | 30 à 34 ans  | 3,58   |
| 5,28   | 25 à 29 ans  | 4,68   |
| 4,74   | 20 à 24 ans  | 5,84   |
| 4,49   | 15 à 19 ans  | 4,84   |
| 5,31   | 10 à 14 ans  | 4,65   |
| 6,03   | 5 à 9 ans    | 5,31   |
| 7,23   | 0 à 4 ans    | 6,72   |
| 0,03   | nd           | 0,00   |

| Hommes | Classe d’âge | Femmes |
| ------ | ------------ | ------ |
| 0,15   | 85 ans et +  | 0,10   |
| 0,21   | 80 à 84 ans  | 0,12   |
| 0,35   | 75 à 79 ans  | 0,25   |
| 0,47   | 70 à 74 ans  | 0,29   |
| 0,74   | 65 à 69 ans  | 0,62   |
| 0,94   | 60 à 64 ans  | 0,70   |
| 1,37   | 55 à 59 ans  | 1,30   |
| 1,61   | 50 à 54 ans  | 1,51   |
| 2,34   | 45 à 49 ans  | 2,18   |
| 3,22   | 40 à 44 ans  | 2,69   |
| 3,53   | 35 à 39 ans  | 3,20   |
| 4,00   | 30 à 34 ans  | 3,99   |
| 4,91   | 25 à 29 ans  | 5,18   |
| 4,99   | 20 à 24 ans  | 5,31   |
| 5,33   | 15 à 19 ans  | 5,06   |
| 5,21   | 10 à 14 ans  | 5,14   |
| 5,05   | 5 à 9 ans    | 5,31   |
| 6,34   | 0 à 4 ans    | 6,20   |
| 0,09   | nd           | 0,00   |

## Pour approfondir

## Sources et références
1. ↑  « Wilaya de Tindouf : répartition de la population résidente des ménages ordinaires et collectifs, selon la commune de résidence et la dispersion ». Données du recensement général de la population et de l'habitat de 2008 sur le site de l'ONS.
2. ↑  Arrêté du 25 mai 1980 portant changement de nom de la commune de Reguibat; JO no 25 du 17 juin 1980, p. 696; accès en ligne
3. ↑  « Tindouf, Algeria », sur www.weatherbase.com (consulté le 17 mars 2011).
4. ↑  « Décret no 84-365 du 1er novembre 1984 fixant la composition, la consistance et les limites territoriales des communes », Journal officiel de la République algérienne démocratique et populaire, no 67,‎ 19 décembre 1984, p. 1562 (lire en ligne).
5. ↑  Wilaya de Tindouf — Population résidente par age, par sexe et par commune sur le site de l'ONS. Consulté le 10 juin 2011.
6. ↑  Wilaya de Tindouf — Population résidente par age et par sexe sur le site de l'ONS. Consulté le 10 juin 2011.